# Милетково
Милетково (на македонска литературна норма: Милетково) е село в община Гевгели, Северна Македония.

## География
Селото е разположено северно от общинския център Гевгели, в долината на река Вардар.

## История
В XIX век Милетково е чисто българско село в Гевгелийска каза на Османската империя. Църквата в селото „Света Петка“ е 1860 година. В „Етнография на вилаетите Адрианопол, Монастир и Салоника“, издадена в Константинопол в 1878 година и отразяваща статистиката на населението от 1873 година, Мелетково (Meletcovo) е посочено като село с 18 домакинства и 74 жители българи.
В селото в 1895 – 1896 година е основан комитет на ВМОРО.
Според статистиката на Васил Кънчов („Македония. Етнография и статистика“) от 1900 г. Милетково има 140 жители, всички българи християни.
Цялото население на селото е под върховенството на Българската екзархия. По данни на секретаря на екзархията Димитър Мишев („La Macédoine et sa Population Chrétienne“) в 1905 година в Милетково (Miletkovo) има 176 българи екзархисти.
При избухването на Балканската война в 1912 година 3 души от Милетково се записват доброволци в Македоно-одринското опълчение.
След Междусъюзническата война в 1913 година селото попада в Сърбия.
Според преброяването от 2002 година в селото има 117 жители - 107 македонци и 10 сърби.
| Националност | Всичко |
| македонци    | 107    |
| албанци      | 0      |
| турци        | 0      |
| роми         | 0      |
| власи        | 0      |
| сърби        | 10     |
| бошняци      | 0      |
| други        | 0      |

## Личности
Родени в Милетково
- Атанас Трайков Ковански, български революционер, деец на ВМОРО[4]
- Илия Мицев Новиристовски, български революционер, деец ВМОРО[4][8]
- Кръсто Трайков Георгиев (1887 – 1923), деец на ВМРО с прогимназиално образование, загинал в сражение със сръбски части в Гевгелийско на 14 октомври 1923 година заедно с Мустафа Хюсейн от Нъте[9][10]
- Кръстю Илиевски, български революционер, деец на ВМОРО[4]
- Лазар Кантуров, български революционер, деец на ВМОРО[4]
- Христо Илиев, български учител и революционер, деец на ВМОРО[4]

Починали в Милетково
- Владислав Томов Стойков, български военен деец, подпоручик, загинал през Първата световна война на 15 септември 1918 година[11]
- Иван Цанков Хаджиев, български военен деец, подпоручик, загинал през Първата световна война на 21 ноември 1917 година[12]
- Петър Христов Моллов, български военен деец, поручик, загинал през Първата световна война на 15 октомври 1917 година[13]